# Břežany I
Pour les articles homonymes, voir Břežany.
Břežany I (en allemand : Breschan) est une commune du district de Kolín, dans la région de Bohême-Centrale, en République tchèque. Sa population s'élevait à 318 habitants en 2020.

## Géographie
Břežany I se trouve à 9 km à l'ouest de Kolín et à 47 km à l'est de Prague.
La commune est limitée par Cerhenice et Velim au nord, par Křečhoř à l'est, par Libodřice au sud et par Plaňany à l'ouest.

## Histoire
La première mention écrite du village date de 1088.

## Administration
La commune est composée de deux quartiers :
- Břežany
- Chocenice